# C. Jay Cox
C. Jay Cox (Nevada, 1962) fue un actor, director de cine y guionista estadounidense.

## Biografía
Cox creció en el este de Nevada e hizo su primera película cuando tenía ocho años (un film noir de dos minutos titulado «Vampire Cave»). Durante su infancia continuó escribiendo y creando cortometrajes. Se graduó con una licenciatura en Periodismo de la Universidad Brigham Young. Luego se mudó a Los Ángeles (donde vive actualmente) y trabajó como actor, artista de performance, fotógrafo y otros trabajos. Comenzó a realizar cortometrajes, películas industriales y documentales. Después de escribir el guion de «The Thing in Bob's Garage» en 1998, se le asignaron varios trabajos para reescribir los guiones de otras personas.
Su propio guion, Sweet Home Alabama, se convirtió en un éxito de taquilla cuando la película, protagonizada por Reese Witherspoon, se estrenó en 2002. Su siguiente película Latter Days, que escribió, produjo y dirigió, le valió varios premios del público en festivales de cine. El título Latter Days [‹últimos días›] se refiere a La Iglesia de Jesucristo de los Santos de los Últimos Días. Su familiaridad con el tema provino de su educación como un mormón de quinta generación. Cuando se mudó a Los Ángeles, se declaró gay. La película no es autobiográfica, pero es profundamente personal. Dirigió y produjo la película de 2008 Kiss the Bride, protagonizada por Tori Spelling, y fue guionista de la película de 2009 New in Town, protagonizada por Renée Zellweger y Harry Connick, Jr. Mencionó en una entrevista de 2004 que algunos de sus ídolos son James L. Brooks, Sydney Pollack y Billy Wilder.

## Filmografía

### Actor
- Nightmare Sisters (1987)
- The Offspring (1987)

### Director
- Kiss the Bride (2007)
- Latter Days (2003)
- Reason Thirteen (1998)
- Get That Girl (1996)

### Guionista
- Latter Days (2003)
- Sweet Home Alabama (2002)
- Reason Thirteen (1998)
- The Thing in Bob's Garage (1998)
- The Governess (1998)